# Pascal Lavergne
Pour les articles homonymes, voir Lavergne.
Pascal Lavergne, né le 28 août 1967 à Limoges, est un ingénieur agronome, éleveur et homme politique français, membre de La République en marche (LaREM). Il devient député en 2018.

## Biographie
Pascal Lavergne est maire de Monségur en Gironde de 2014 à 2018 et quatrième vice-président de la communauté de communes du Réolais en Sud Gironde, chargé de l'urbanisme, du projet de territoire et du développement durable.
Il quitte le Parti socialiste pour La République en marche durant la campagne d'Emmanuel Macron à l'élection présidentielle de 2017. Il devient député de la douzième circonscription de la Gironde le 17 novembre 2018 en remplacement de Christelle Dubos, nommée secrétaire d'État auprès de la ministre des Solidarités et de la Santé le 16 octobre 2018.
Il quitte l'Assemblée nationale le 3 août 2020, à la suite du départ de Christelle Dubos du gouvernement,.
Le 19 juin 2022, il est élu député de la même circonscription avec 50,23 % des voix, face à la représentante de la NUPES, Mathilde Feld, avec un court écart de 183 voix.
Lors des élections législatives anticipées de 2024, bien que qualifié pour le second tour, il se retire afin de faire barrage au Rassemblement national. Mathilde Feld, candidate du Nouveau Front populaire est ainsi élue et lui succède dans la douzième circonscription de la Gironde.